# Dmitro Gračov
Dmitro Gračov, ukrajinski lokostrelec, * 5. december 1983.
Sodeloval je na lokostrelskem delu poletnih olimpijskih igrah leta 2004.